# 茶島雄介
茶島 雄介（ちゃじま ゆうすけ、1991年7月20日 - ）は、広島県広島市安芸区出身のプロサッカー選手。Jリーグ・サンフレッチェ広島所属。ポジションはミッドフィールダー（MF）。東京学芸大学卒業。

## 来歴

### プロ入り前
安芸区矢野で育つ。森崎和幸・森崎浩司兄弟は矢野中学および吉田高校の先輩にあたる。
1998年小学1年生からサンフレッチェ広島のサッカースクールでサッカーを始め、2000年小学3年生から広島ジュニアに所属する。同期に森保翔平・岡崎和也がいる。2003年小学6年時、全日本少年サッカー大会に広島県代表として出場している。
2004年、広島ジュニアユースに昇格。同期に森保・岡崎・中山雄登・玉田道。2005年高円宮杯(U-15)ベスト4入りなどに貢献した。2006年U-15Jリーグ選抜。
2007年、広島ユースに昇格。同期に大﨑淳矢・森保・中山・玉田。2年生からレギュラーを掴み、3年生ではキャプテンを務め、2009年高円宮杯(U-18)ベスト4、2009年Jユースカップ準優勝などに貢献した。2009年JFAプリンスリーグ中国MVP。ただトップチームへの昇格はならなかった。
2010年、教員免許取得も目的として東京学芸大学へ進学する。同期に山崎直之、1年先輩に安藝正俊。大学1年からレギュラーとして活躍し、大学2年時に関東リーグ1部昇格に貢献し、4年間東学大の中心選手として活躍した。2012年および2013年全日本大学選抜に選出され、2013年ユニバーシアード日本代表の一員として 3位入賞、特にユニバGL第3戦ウルグアイ戦では決勝点となるFKを決めている。

### サンフレッチェ広島
2014年、サンフレッチェ広島とプロ契約。同期入団は、皆川佑介、ビョン・ジュンボン、高橋壮也、大谷尚輝、川辺駿、宮原和也。広島の育成組織出身者で大学経由でのトップチーム入団としては初ケースとなる。また皆川とは共に2013年ユニバ日本代表。2015年3月22日の浦和レッドダイヤモンズ戦で初先発し、豊富な運動量で存在感を発揮。FIFAクラブワールドカップ2015の準々決勝では負傷の野津田、柴崎に変わって先発し、正確なキックでアシストを記録。2016年、4月1日の第5節のベガルタ仙台戦でJリーグ初得点。

### ジェフユナイテッド千葉
2017年12月28日、ジェフユナイテッド市原・千葉への期限付き移籍が発表された。
シーズン序盤は右サイドバックでの起用が多かったが終盤になるにつれて攻撃的ミッドフィルダー、トップ下での起用が多くなる。

### サンフレッチェ広島
2020年よりサンフレッチェ広島に復帰。

## 人物・プレースタイル
本職は中盤ながら、攻撃的ミッドフィルダーからサイドバックまでこなすポリバレントさを持つ。

## 所属クラブ
- サンフレッチェ広島ジュニア
- サンフレッチェ広島ジュニアユース
- サンフレッチェ広島ユース
- 東京学芸大学
- 2014年 -  サンフレッチェ広島
  - 2018年 - 2019年  ジェフユナイテッド市原・千葉（期限付き移籍）

## 個人成績
| 国内大会個人成績 | 国内大会個人成績 | 国内大会個人成績 | 国内大会個人成績 | 国内大会個人成績 | 国内大会個人成績 | 国内大会個人成績 | 国内大会個人成績 | 国内大会個人成績 | 国内大会個人成績 | 国内大会個人成績 | 国内大会個人成績 |
| 年度             | クラブ           | 背番号           | リーグ           | リーグ戦         | リーグ戦         | リーグ杯         | リーグ杯         | オープン杯       | オープン杯       | 期間通算         | 期間通算         |
| 年度             | クラブ           | 背番号           | リーグ           | 出場             | 得点             | 出場             | 得点             | 出場             | 得点             | 出場             | 得点             |
| 日本             | 日本             | 日本             | 日本             | リーグ戦         | リーグ戦         | リーグ杯         | リーグ杯         | 天皇杯           | 天皇杯           | 期間通算         | 期間通算         |
| ---------------- | ---------------- | ---------------- | ---------------- | ---------------- | ---------------- | ---------------- | ---------------- | ---------------- | ---------------- | ---------------- | ---------------- |
| 2014             | 広島             | 25               | J1               | 1                | 0                | 1                | 0                | 3                | 0                | 5                | 0                |
| 2015             | 広島             | 25               | J1               | 3                | 0                | 5                | 0                | 4                | 0                | 12               | 0                |
| 2016             | 広島             | 25               | J1               | 22               | 3                | 1                | 0                | 0                | 0                | 23               | 3                |
| 2017             | 広島             | 7                | J1               | 12               | 0                | 5                | 1                | 2                | 0                | 19               | 1                |
| 2018             | 千葉             | 25               | J2               | 39               | 3                | -                | -                | 1                | 0                | 40               | 3                |
| 2019             | 千葉             | 25               | J2               | 22               | 1                | -                | -                | 0                | 0                | 22               | 1                |
| 2020             | 広島             | 25               | J1               | 29               | 0                | 1                | 0                | -                | -                | 30               | 0                |
| 2021             | 広島             | 25               | J1               | 21               | 0                | 6                | 0                | 1                | 0                | 28               | 0                |
| 2022             | 広島             | 25               | J1               | 7                | 1                | 8                | 0                | 4                | 0                | 19               | 1                |
| 2023             | 広島             | 25               | J1               | 7                | 2                | 0                | 0                | 1                | 0                | 8                | 2                |
| 2024             | 広島             | 25               | J1               | 2                | 0                | 0                | 0                | 3                | 0                | 5                | 0                |
| 通算             | 日本             | 日本             | J1               | 104              | 6                | 27               | 1                | 18               | 0                | 166              | 7                |
| 通算             | 日本             | 日本             | J2               | 61               | 4                | -                | -                | 1                | 0                | 62               | 4                |
| 総通算           | 総通算           | 総通算           | 総通算           | 165              | 10               | 27               | 1                | 19               | 0                | 218              | 11               |

その他の公式戦
- 2016年
  - FUJI XEROX SUPER CUP 1試合0得点

| 国際大会個人成績 | 国際大会個人成績 | 国際大会個人成績 | 国際大会個人成績 | 国際大会個人成績 |
| 年度             | クラブ           | 背番号           | 出場             | 得点             |
| AFC              | AFC              | AFC              | ACL              | ACL              |
| ---------------- | ---------------- | ---------------- | ---------------- | ---------------- |
| 2014             | 広島             | 25               | 0                | 0                |
| 2016             | 広島             | 25               | 2                | 0                |
| 通算             | AFC              | AFC              | 2                | 0                |

- 公式戦初出場 : 2014年7月12日 天皇杯2回戦 対福岡大学戦（福山市竹ヶ端運動公園陸上競技場）
  - 先発フル出場
- Jリーグ初出場 : 2014年9月13日 J1 第23節 対ガンバ大阪戦（エディオンスタジアム広島）
  - 先発出場、64分佐藤寿人と途中交代
- Jリーグ初得点 : 2016年4月1日 J1 第5節 対ベガルタ仙台戦（エディオンスタジアム広島）

## タイトル
サンフレッチェ広島
- J1リーグ：2015年
- ゼロックススーパーカップ：2014年、2016年、2025年

## 選抜歴
- 2011年 全日本大学選抜
- 2012年 全日本大学選抜
- 2013年 全日本大学選抜

## 参考資料
- “茶島雄介選手（東京学芸大学）の新加入内定のお知らせ”.   J's GOAL (2013年5月8日). 2021年12月11日閲覧。
- 茶島雄介 - ゲキサカ